# Philippe El Shennawy
Pour les articles homonymes, voir El Shennawy.
Philippe El Shennawy, né le 1er avril 1954 en Égypte, est un ancien braqueur, détenu pendant trente-huit ans pour le hold-up du CIC de l'avenue de Breteuil à Paris,,,.

## Biographie
En septembre 1975, Philippe El Shennawy a 21 ans lorsqu'il est arrêté et placé en détention provisoire après la prise d'otages de la banque CIC de l'avenue de Breteuil, à Paris,.
Bien qu'il nie avoir participé aux faits, il est condamné, le 28 janvier 1977, à la réclusion criminelle à perpétuité, avec son comparse Taleb Hadjaj, qui se suicide en 1980 au bout de cinq ans de prison au quartier disciplinaire de Saint-Maur,.
En 1986, sa peine est commuée en 20 ans de réclusion criminelle.
Il est libéré de prison, le 15 mars 1990, et s'exile en Corse pour y élever des lapins. Sa libération est soumise à une interdiction de séjour à Paris.
En novembre 1990, El Shennawy s'y rend avec de faux papiers pour voir son fils et est pris sur le fait. Il est arrêté et placé en détention provisoire pour infraction aux obligations de sa liberté conditionnelle, qui est révoquée.
En mai 1997, il bénéficie d'une permission de sortie. Il est censé regagner la maison d'arrêt le soir-même, mais ne s'y rend pas. Une cavale de cinq mois débuté alors pour El Shennawy. Il est finalement arrêté en octobre 1997, puis ré-incarcéré. Il s'évade de nouveau le 7 mars 2004, avnt d'être repris et de nouveau incarcéré, en février 2005,.
En 2008, sa femme sort le livre Condamnée à perpétuité,, qui relate son point de vue d'épouse à propos de l'affaire, aux éditions Michalon.
Surnommé « le fauve » par la presse, Philippe El-Shennawy est soutenu, en décembre 2012 par de nombreuses personnalités politiques et publiques pour obtenir une grâce présidentielle.
Il est libéré le 24 janvier 2014, par une grâce présidentielle partielle octroyée par François Hollande, qui a ouvert la voie à sa libération conditionnelle, après avoir vécu dans vingt-six prisons françaises différentes. À sa libération, il est cité comme l'un des plus anciens détenus de France.